# Texola ulrica
Texola ulrica är en fjärilsart som beskrevs av Edwards 1877. Texola ulrica ingår i släktet Texola och familjen praktfjärilar. Inga underarter finns listade i Catalogue of Life.